# Hermann Stefánsson
Hermann Stefánsson (Reykjavík, 25 de dezembro de 1968) é um escritor islandês.

## Obra

### Ensaios
- Sjónverfingar (2003)

### Novelas
- Níu þjófalyklar (2004)
- Stefnuljós (2005)
- Algleymi  (2008)

### Poesia
- Borg í þoku (2006)
- Högg á vatni (2009)